# SN 2003ah
SN 2003ah – supernowa typu Ia odkryta 8 lutego 2003 roku w galaktyce A044308+0046. W momencie odkrycia miała maksymalną jasność 17,30m.